# Simpson Foulis
Simpson Jamieson Foulis (Saint Andrews, 24 gennaio 1884 – Wheaton, 19 novembre 1951) è stato un golfista statunitense.

## Carriera
Foulis partecipò al torneo individuale ai Giochi olimpici di Saint Louis 1904, in cui fu sconfitto agli ottavi di finale da Ned Sawyer.
Era fratello del grande campione di golf James Foulis.